# Associazione Calcio Fiorentina 1948-1949
Questa voce contiene le informazioni riguardanti l'Associazione Calcio Fiorentina nelle competizioni ufficiali della stagione 1948-1949.

## Stagione
La stagione 1948-49 è caratterizzata dalla tragedia di Superga con la scomparsa dell'intera squadra del Grande Torino, a cui va dato il merito di esser stato parte integrante della rinascita del calcio italiano nel dopoguerra. A Firenze in particolare si ricorda la morte di Romeo Menti, ala destra dalla lunga militanza in maglia viola. Le ultime quattro partite del campionato furono giocate dai ragazzi della "Primavera" granata, le avversarie del Torino nelle quattro partite, tra cui la Fiorentina, schierarono anch'esse le formazioni giovanili.
La squadra viola, cui alla presidenza sale nel frattempo Carlo Antonini, il quale resterà al timone della società toscana per un triennio, al termine della stagione figura decima in classifica. Quest'anno arrivano i primi due pezzi della squadra che di lì a qualche anno vincerà il primo scudetto, Sergio Cervato e Francesco Rosetta. Un 7-1 subito dall'Inter a San Siro è fra le note dolenti di questo campionato di mezza classifica per i gigliati.

## Rosa
| N. |                   | Ruolo | Calciatore           |
| -- | ----------------- | ----- | -------------------- |
|    | Italia (bandiera) | P     | Leonardo Costagliola |
|    | Italia (bandiera) | P     | Mario Grandi         |
|    | Italia (bandiera) | D     | Italo Acconcia       |
|    | Italia (bandiera) | D     | Zeffiro Furiassi     |
|    | Italia (bandiera) | D     | Alberto Eliani       |
|    | Italia (bandiera) | D     | Cesare Meucci        |
|    | Italia (bandiera) | D     | Franco Martini       |
|    | Italia (bandiera) | D     | Sergio Cervato       |
|    | Italia (bandiera) | D     | Vinicio Chiaverini   |
|    | Italia (bandiera) | D     | Corrado Viciani      |
|    | Italia (bandiera) | D     | Piero Torrini        |
|    | Italia (bandiera) | C     | Piero Suppi          |
|    | Italia (bandiera) | C     | Rinaldo Cappellini   |
|    | Italia (bandiera) | C     | Menotti Avanzolini   |

| N. |                   | Ruolo | Calciatore               |
| -- | ----------------- | ----- | ------------------------ |
|    | Italia (bandiera) | C     | Augusto Magli (capitano) |
|    | Italia (bandiera) | C     | Federico Zanolla         |
|    | Italia (bandiera) | C     | Luca Ponticelli          |
|    | Italia (bandiera) | C     | Francesco Rosetta        |
|    | Italia (bandiera) | C     | Ubaldo Battisti          |
|    | Italia (bandiera) | C     | Alberto Marchetti        |
|    | Italia (bandiera) | C     | Giuliano Franchi         |
|    | Italia (bandiera) | C     | Antonio Canali           |
|    | Italia (bandiera) | A     | Egisto Pandolfini        |
|    | Italia (bandiera) | A     | Antonio Cantini          |
|    | Italia (bandiera) | A     | Giovanni Sperotto        |
|    | Italia (bandiera) | A     | Alberto Galassi          |
|    | Italia (bandiera) | A     | Carlo Zoppellari         |
|    | Italia (bandiera) | A     | Pietro Biagioli          |

## Risultati

### Serie A

#### Girone di andata
| Arbitro: | Pieri (Trieste) |

|  |           |                                      |
|  | Marcatori | 11’ (rig.) Buzzegoli 69’, 73’ Pavesi |

| Arbitro: | Camiolo (Milano) |

|                              |           |                                |
| Muccinelli 1’ Jordan 8’, 38’ | Marcatori | 30’ Galassi 89’ (rig.) Zanolla |

| Arbitro: | Gamba (Napoli) |

|              |           |  |
| Sperotto 67’ | Marcatori |  |

| Bari 10 ottobre 1948 4ª giornata | Bari               | 0 – 0 | Fiorentina | Stadio della Vittoria\| Arbitro: \| Marchetti (Milano) \| |
| Arbitro:                         | Marchetti (Milano) |       |            |                                                           |

| Arbitro: | Carpani (Milano) |

|                    |           |  |
| Marchetti 36’, 73’ | Marcatori |  |

| Arbitro: | Vannini (Bologna) |

|                 |           |  |
| Quadri 61’, 77’ | Marcatori |  |

| Arbitro: | Canavesio (Torino) |

|                               |           |                      |
| Galassi 16’ Sperotto 36’, 77’ | Marcatori | 34’ Dante 68’ Brondi |

| Arbitro: | Dattilo (Roma) |

|                            |           |                                                        |
| Cavigioli 62’ Candiani 85’ | Marcatori | 28’ Marchetti 30’ Zanolla 60’ Pandolfini 79’ Marchetti |

| Arbitro: | Silvano (Torino) |

|                                                      |           |                        |
| Marchetti 3’ Pandolfini 11’ Galassi 42’ Sperotto 64’ | Marcatori | 40’ Toppan 49’ Onorato |

| Arbitro: | Gamba (Napoli) |

|                                          |           |  |
| Merlin 18’ Toth 25’ Fabian 79’ Conti 86’ | Marcatori |  |

| Arbitro: | Pieri (Trieste) |

|                                           |           |                     |
| Pandolfini 15’ Galassi 22’ Pandolfini 26’ | Marcatori | 81’ (rig.) Cristini |

| Bologna 28 novembre 1948 12ª giornata | Bologna         | 0 – 0 | Fiorentina | Stadio Comunale\| Arbitro: \| Scotto (Savona) \| |
| Arbitro:                              | Scotto (Savona) |       |            |                                                  |

| Arbitro: | Orlandini (Roma) |

|                            |           |  |
| Marchetti 17’ Sperotto 20’ | Marcatori |  |

| Arbitro: | Carpani (Milano) |

|              |           |            |
| Sperotto 73’ | Marcatori | 3’ Pernigo |

| Arbitro: | Bernardi (Bologna) |

|                                                        |           |                          |
| Verdeal 10’ Trevisani 36’ Grisanti 41’ Dalla Torre 81’ | Marcatori | 61’ Acconcia 82’ Galassi |

| Firenze 19 dicembre 1948 16ª giornata | Fiorentina        | 0 – 0 | Torino | Stadio Comunale\| Arbitro: \| Galeati (Bologna) \| |
| Arbitro:                              | Galeati (Bologna) |       |        |                                                    |

| Arbitro: | Fornari (Bologna) |

|                                                |           |  |
| Trevisan 15’ Rossetti 23’ Begni 48’ Ispiro 80’ | Marcatori |  |

| Arbitro: | Cicardi (Lecco) |

|                                        |           |  |
| Galassi 33’ Magli 37’ Galassi 59’, 77’ | Marcatori |  |

| Arbitro: | Galeati (Bologna) |

|                                                                    |           |                |
| Fiorini 10’, 23’ Nyers I 31’ (rig.) 81’ Armano 58’ Amadei 77’, 89’ | Marcatori | 13’ Pandolfini |

#### Girone di ritorno
| Arbitro: | Gemini (Roma) |

|  |           |                  |
|  | Marcatori | 27’, 53’ Galassi |

| Firenze 16 gennaio 1949 21ª giornata | Fiorentina       | 0 – 0 | Juventus | Stadio Comunale\| Arbitro: \| Carpani (Milano) \| |
| Arbitro:                             | Carpani (Milano) |       |          |                                                   |

| Arbitro: | Cicardi (Lecco) |

|                    |           |              |
| Gei 44’ Coscia 63’ | Marcatori | 69’ Acconcia |

| Arbitro: | Camiolo (Milano) |

|  |           |                      |
|  | Marcatori | 36’ Cavone 56’ Vörös |

| Arbitro: | Pieri (Trieste) |

|                           |           |  |
| Piola 17’ Ferraris II 61’ | Marcatori |  |

| Firenze 13 febbraio 1949 25ª giornata | Fiorentina      | 0 – 0 | Padova | Stadio Comunale\| Arbitro: \| Cappucci (Roma) \| |
| Arbitro:                              | Cappucci (Roma) |       |        |                                                  |

| Arbitro: | Marchetti (Milano) |

|             |           |              |
| Cassani 66’ | Marcatori | 29’ Sperotto |

| Arbitro: | Gamba (Napoli) |

|                                     |           |                |
| Magli 15’ Marchetti 77’ Galassi 89’ | Marcatori | 90’ Turconi II |

| Arbitro: | Bertolio (Torino) |

|                                        |           |              |
| Manenti 15’ Burini 16’ Carapellese 80’ | Marcatori | 18’ Sperotto |

| Arbitro: | Dattilo (Roma) |

|              |           |  |
| Sperotto 26’ | Marcatori |  |

| Arbitro: | Cicardi (Lecco) |

|                       |           |             |
| Zsengeller 67’ (rig.) | Marcatori | 42’ Zanolla |

| Arbitro: | Gamba (Napoli) |

|                |           |  |
| Zoppellari 44’ | Marcatori |  |

| Arbitro: | Tassini (Verona) |

|                            |           |             |
| Magli 7’ (aut.) Fabbri 32’ | Marcatori | 60’ Galassi |

| Arbitro: | Agnolin (Bassano del Grappa) |

|               |           |                                 |
| Silvestri 55’ | Marcatori | 68’ Sperotto 72’ (aut.) Braglia |

| Arbitro: | Marchetti (Milano) |

|                          |           |             |
| Marchetti 7’ Galassi 69’ | Marcatori | 51’ Bergamo |

| Arbitro: | Parpaiola (Padova) |

|                            |           |  |
| Marchetto 12’ Giuliano 79’ | Marcatori |  |

| Arbitro: | Canavesio (Torino) |

|                                                             |           |                                     |
| Pandolfini 17’ Galassi 25’ Sperotto 44’, 71’ Zoppellari 88’ | Marcatori | 48’ Begni 55’ Tosolini 85’ Rossetti |

| Arbitro: | Coppolone (Bari) |

|                        |           |              |
| Penzo 20’ Nyers II 56’ | Marcatori | 34’ Acconcia |

| Arbitro: | Galeati (Bologna) |

|  |           |                            |
|  | Marcatori | 10’ Nyers I 40’ Campatelli |

## Statistiche

### Statistiche di squadra
| Competizione | Punti | In casa | In casa | In casa | In casa | In casa | In casa | In trasferta | In trasferta | In trasferta | In trasferta | In trasferta | In trasferta | Totale | Totale | Totale | Totale | Totale | Totale | DR |
| Competizione | Punti | G       | V       | N       | P       | Gf      | Gs      | G            | V            | N            | P            | Gf           | Gs           | G      | V      | N      | P      | Gf     | Gs     | DR |
| ------------ | ----- | ------- | ------- | ------- | ------- | ------- | ------- | ------------ | ------------ | ------------ | ------------ | ------------ | ------------ | ------ | ------ | ------ | ------ | ------ | ------ | -- |
| Serie A      | 38    | 19      | 12      | 4       | 3       | 32      | 18      | 19           | 3            | 4            | 12           | 19           | 42           | 38     | 15     | 8      | 15     | 51     | 60     | -9 |

### Statistiche dei giocatori
Nel computo totale va conteggiato 1 autorete a favore dei viola.
| Giocatore      | Serie A  | Serie A |
| Giocatore      | Presenze | Reti    |
| -------------- | -------- | ------- |
| I. Acconcia    | 29       | 3       |
| M. Avanzolini  | 6        | 0       |
| U. Battisti    | 1        | 0       |
| P. Biagioli    | 1        | 0       |
| A. Canali      | 1        | 0       |
| A. Cantini     | 3        | 0       |
| R. Cappellini  | 7        | 0       |
| S. Cervato     | 18       | 0       |
| V. Chiaverini  | 1        | 0       |
| L. Costagliola | 33       | -55     |
| A. Eliani      | 21       | 0       |
| G. Franchi     | 1        | 0       |
| Z. Furiassi    | 29       | 0       |
| A. Galassi     | 33       | 14      |
| M. Grandi      | 5        | -5      |
| A. Magli       | 36       | 2       |
| A. Marchetti   | 31       | 8       |
| F. Martini     | 2        | 0       |
| C. Meucci      | 18       | 0       |
| E. Pandolfini  | 34       | 6       |
| L. Ponticelli  | 1        | 0       |
| F. Rosetta     | 33       | 0       |
| G. Sperotto    | 36       | 12      |
| P. Suppi       | 5        | 0       |
| P. Torrini     | 1        | 0       |
| C. Viciani     | 1        | 0       |
| F. Zanolla     | 10       | 3       |
| C. Zoppellari  | 21       | 2       |